# Louis Froment
Ne doit pas être confondu avec Louis de Froment.
Louis Froment est un homme politique français né le 14 septembre 1838 à Noyelles-sur-Mer (Somme) et mort le 12 novembre 1909 à Ponthoile (Somme).

## Biographie
Agriculteur, il est lauréat de nombreux prix agricoles. Il est Vice-président de la société des agriculteurs de la Somme et président de la chambre d'agriculture de l'arrondissement d'Abbeville.
Maire de Ponthoile en 1873, il est président du conseil d'arrondissement. En 1892, il est élu député lors d'une élection partielle. Réélu en 1893, il passe dès 1895 au Sénat, inscrit à chaque fois au groupe de la Gauche républicaine. Il s'occupe exclusivement des projets d'intérêts locaux et des intérêts de son département.

## Sources
- « Louis Froment », dans le Dictionnaire des parlementaires français (1889-1940), sous la direction de Jean Jolly, PUF, 1960 [détail de l’édition]